# Фомічов Максим Юрійович
Максим Юрійович Фомічов (нар 21 лютого 1990, Одеса) — український баскетбольний тренер. Головний тренер «Політехніки-Галичини». Один із наймолодших головних тренерів у Європі.

## Життєпис
Батько — Юрій Фомічов — український підприємець, керівник будівельних і нафтогазових проектів. 2013 року Фомічов-старший був одним із кандидатів на пост директора Суперліги України.
Має дві вищі освіти: юридичну та фізкультурну. Проходив стажування в БК «Київ», БК «Донецьк», «Армані Джинс» (Мілан). Два роки був на стажуванні в збірній України. У сезоні 2012/13 — один із тренерів «Донецька». Зі серпня 2013 — у тренерському штабі клубу УНІКС (Казань), від червня до жовтня 2014 — тренер ЦСКА (Москва). У жовтні 2014 року призначений головним тренером «Політехніки-Галичини» (Львів), ставши одним із наймолодших головних тренерів у Європі.
Баскетбольний оглядач Олексій Ігнатенко говорить про Фомічова як про представника нового покоління українських тренерів, яке не має ігрового досвіду, але швидко вчиться завдяки стажуванню й лекціям від знаних європейських тренерів.